# Pascal Portes
Pascal Portes (Villeneuve-sur-Lot, 28 maggio 1959) è un ex tennista francese.

## Carriera
In carriera ha vinto due titoli di doppio, l'ATP Nizza nel 1981, in coppia con Yannick Noah, e l'Austrian Open nel 1984, in coppia con Henri Leconte. Nei tornei del Grande Slam ha ottenuto il suo miglior risultato raggiungendo il quarto turno nel singolare agli US Open nel 1980.
In Coppa Davis ha giocato un totale di 14 partite, ottenendo 5 vittorie e 9 sconfitte.

## Statistiche

### Singolare

#### Finali perse (2)
| Numero | Anno             | Torneo                | Superficie  | Avversario in finale | Punteggio     |
| 1.     | 3 dicembre 1978  | Indian Open, Calcutta | Terra rossa | Yannick Noah         | 3-6, 2-6      |
| 2.     | 1º novembre 1981 | Paris Open, Parigi    | Cemento     | Mark Vines           | 2-6, 4-6, 3-6 |

### Doppio

#### Vittorie (2)
| Numero | Anno           | Torneo                   | Superficie  | Compagno      | Avversari in finale             | Punteggio     |
| 1.     | 12 aprile 1981 | ATP Nizza, Nizza         | Terra rossa | Yannick Noah  | Chris Lewis Pavel Složil        | 4-6, 6-3, 6-4 |
| 2.     | 29 luglio 1984 | Austrian Open, Kitzbühel | Terra rossa | Henri Leconte | Colin Dowdeswell Wojciech Fibak | 2-6, 7-6, 7-6 |